# British Energy
British Energy este cel mai mare producător de energie electrică din Marea Britanie.
Compania este împărțită în următoarele divizii:
- British Energy Generation - deține 8 centrale nucleare, cu o capacitate totală de 10.000 MW
- British Energy Trading and Sales - subsidiară care se ocupă cu vânzarea și transferul de energie
- British Energy Direct - responsabilă cu negocierea contractelor cu clienții comerciali și industriali
- Eggborough Power Limited - centrală electrică pe bază de cărbune, cu capaciate de 1.960 MW
- District Energy - deține 4 centrale electrice pe bază de gaz, cu capacitate de 10.000 MW
- British Energy Renewables - producție de electricitate din energie regenerabilă

Număr de angajați în anul 2008: 6.000